# أوفالينتارية
أوفالينتارية (من اللاتينية Ova= بيض، lenta= لزج أو دبق) (الاسم العلمي: Ovalentaria)، فرع حيوي من الأسماك شعاعيات الزعانف ومشابهات الفرخيات.